# Lavra
U pravoslavlju lavra ili laura (grčki: Λάυρα, ćirilicom: Лавра) izvorno je značilo nakupinu nastambica ili špilja od heremita s crkvom i katkad s refektorijem u središtu. Izraz dolazi iz grčkog jezika, i označava prolaz ili ulicu.
U Moskovskoj kneževini, zatim u carskoj Rusiji, ali i u zadnje doba najveći i najvažniji samostani ruskog pravoslavlja bivaju nazivani lavrama i podređeni su izravno moskovskom patrijarhu. 1721. godine postali su podređeni Svetom Sinodu.
- Grčka
  - Velika lavra (10. stoljeće)

- Ukrajina
  - Kijivsko Pečerska Lavra (od 1598.)
  - Počajevsko-Uspenska Lavra (od 1833.)
  - Sveto Uznesenje Svyatogorsk Lavra (od 2004.)
- Rusija
  - Trojice-Sergijeva Lavra (od 1744.)
  - Lavra Aleksandra Nevskog (od 1797.)